# Camille van Hootegem
Camille Joseph van Hootegem (Kapelle, 4 september 1902 – Hulst, 7 juni 1978) was een Nederlands politicus. Hij was lid van de KVP. Van 1 november 1936 tot 1 mei 1946 was hij (met een korte onderbreking tijdens de Tweede Wereldoorlog) burgemeester van Westdorpe. Van 1 mei 1946 tot 1970 was hij burgemeester van Hontenisse waarvan de laatste tweeënhalf jaar als waarnemend burgemeester.
Van Hootegem was voor zijn benoeming tot burgemeester ambtenaar in de gemeenten Aardenburg en Terneuzen, waar hij diverse functies vervulde. Naast zijn burgemeesterschappen had hij een aantal bestuurlijke functies. Zo was hij actief in het Instituut Steun Wettig Gezag en in de Vereniging tot bestrijding van Kanker. Zijn oudere broer Prudent Felix was van 1950 tot 1970 burgemeester van Sluis.